# Gondi (dumpling)
Gondi (go-n-dee), a veces escrito como gundi, es un plato judío persa de albóndigas hecho de cordero molido, ternera o pollo tradicionalmente servido en Shabbat. radicionalmente servido en Shabat. se usa la lima veces como ingrediente. Los gondi se sirven en sopa de pollo, como guarnición o como aperitivo. Los acompañamientos son pan de Oriente Medio y verduras crudas como menta, berros y albahaca .

## Origen
El origen de Gondi no se conoce ciertamente, ya que se dice que varias ciudades en Irán han sido su origen, pero comúnmente se dice que se hizo primero en la comunidad judía de Teherán. Debido al costo de la carne, era una especialidad para Shabat. Es uno de los pocos platos acreditados a los judíos iraníes.

## Ingredientes
Las recetas de Gondi típicamente incluyen alguna forma de carne molida, harina de garbanzos (que puede prepararse con garbanzos tostados), cebollas ralladas, cardamomo molido y sal.